# Capnea indica
Capnea indica is een zeeanemonensoort uit de familie Capneidae. De anemoon komt uit het geslacht Capnea. Capnea indica werd in 1869 voor het eerst wetenschappelijk beschreven door Verrill. 